# Aiguilles du Mont
Les aiguilles du Mont sont des sommets de France situés dans les Alpes, en Savoie et Haute-Savoie. Avec 2 133 mètres d'altitude, ils dominent le Bouchet-Mont-Charvin à l'ouest et Ugine au sud-est. Ils se trouvent dans la chaîne des Aravis, au nord-est de l'aiguille du Bouchet et au sud-ouest du mont Charvin qui lui a donné son nom et dont ils sont séparés par le Golet de la Trouye, un petit col, ainsi que par le Cul d'Ugine, une combe descendant sur l'Aulp de Marlens.

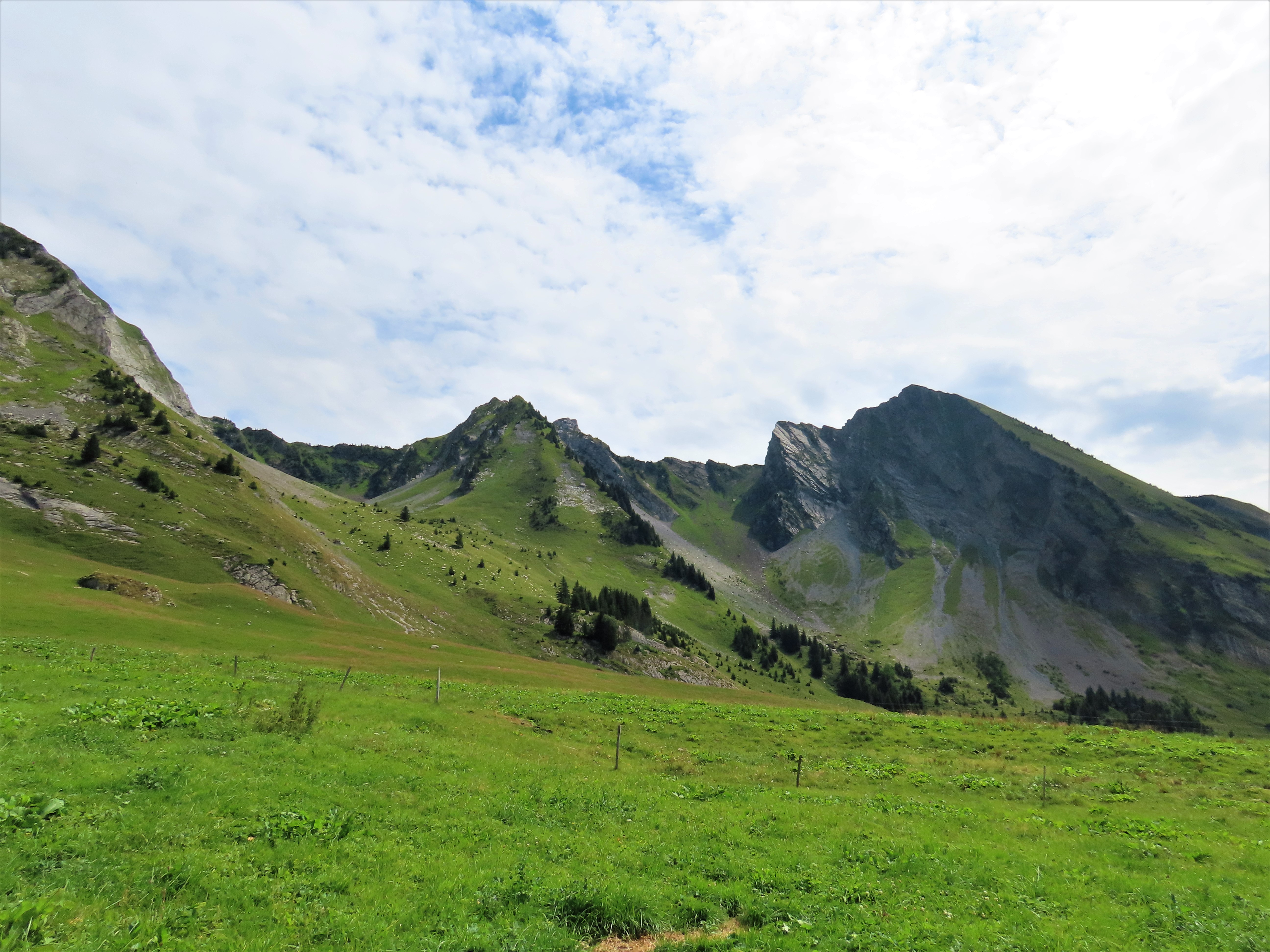
Vue des aiguilles du Mont à gauche et de l'aiguille du Bouchet à droite depuis le nord.